# Француска револуционарна армија
Француска револуционарна армија (фр. Armée révolutionnaire française) била је француска војна снага која се борила у Француским револуционарним ратовима од 1792. до 1802. године. Ове војске одликовао је револуционарни жар, лоша опрема и велики број. Иако су првобитно доживели ужасне поразе, успели су да избаце стране снаге са француског тла, прегазе суседне државе и формирају клијентске државе. Главни генерали били су Журдан, Бонапарта, Масена и Моро.
Иако носе исти назив (armées révolutionnaires), не би их требало мешати са парвојним формацијама формирани током Терора (Јакобинске диктатуре) .

## Стварање
Како је Стари режим уступао место уставној монархији, а затим републици, 1789-92, целокупна структура Француске је трансформисана да се усклади са револуционарним принципима "слободе, једнакости и братства”. Европа се жестоко противила, поготово након што је француски краљ погубљен. Потписивање Плиницке декларације између Леополда II, цара Светог римског царства, и краља Фридриха Вилхелма II од Пруске, а затим и француска објава рата, значило је да је, од њеног оснивања, Република Француска била у рату, и да је потребна моћна војна сила да осигура њен опстанак. Као резултат тога, један од првих и главних елемената реконструисане француске државе била је војска.
Готово сва официрска класа припадника Старог режима била је извучена из аристократије. У периоду који је претходио коначном рушењу француске монархије, велики број официра је напустио своје пукове и емигрирао. Само између 15. септембра и 1. децембра 1791. године, 2.160 официра краљевске војске је побегло из Француске  и на крају се придружило емигрантској војсци (émigré) Луја-Жозефа, принца Кондеа. Они који су остали, или су били затворени или убијени током Јакобинске диктатуре. Мали, преостали кадар официра је брзо напредовао у служби, што је значило да је већина официра револуционарне армије била много млађа од својих монархистичких колега. Они високо рангирани, аристократски официри који су остали, међу њима и Маркиз де Лафајет, гроф де Рошамбу и гроф Николас Лекнер, убрзо су били оптужени да гаје симпатије према монархистима и били погубљени или отерани у егзил.
Револуционарни жар, заједно са позивима да се спаси нови режим, резултирао је великим приливом одушевљених, али необучених и недисциплинованих добровољаца (првих санкилота, тако названих зато што су носили сељачке панталоне, а не оне које су користиле друге војске тог времена). Очајничка ситуација у којој су се налазили, значила је да су ови људи брзо примани у војску. Један од разлога за успех Француске револуционарне армије је "амалгамација" (amalgame), коју је организовао војни стратег Лазар Карно, који је касније постао Наполеонов министар рата, који је у истом пуку, али у различитим батаљонима, окупио младе, ентузијастичне волонтере, пуне жеље да умру за слободу, и старе ветеране краљевске војске.
Трансформација војске се најбоље види у официрском корпусу. Пре револуције 90% корпуса чиниле су аристократе, а 1794. године, тај проценат је спао на само 3%. Револуционарни занос био је висок и пажљиво надгледан од стране Одбора за јавну безбедност, који је постављао представнике на мисију како би пратили генерале. Заиста, неки генерали су дезертирали, други су уклоњени или погубљени. Влада је захтевала да војници буду лојални влади у Паризу, а не њиховим генералима.

### Регулатура из 1791. године
Званично, Револуционарне армије су деловале у складу са смерницама створеним у годинама пред револуцију, а утврђеним 1791. године (1791 Reglement). Регулатура из 1791. г. је одредила неколико сложених тактичких маневара, који су захтевали да добро обучени војници, официри и подофицири раде правилно. Револуционарна армија је била мањкава у сва три подручја, и, као резултат тога, рани напори да се усклади с Регулатором из 1791. г. били су катастрофални. Необучене трупе нису могле изводити сложене маневре, изгубила се кохезија јединица и пораз је био неминован.
Схвативши да војска није у стању да се усклади са Регулатором из 1791. г, команданти су почели да експериментишу са формацијама које су захтевале мање обуке за извођење. Многи еминентни француски војни мислиоци су увидели потребу за променама деценијама раније. У периоду након понижавајућег наступа француске војске током Седмогодишњег рата, почели су да експериментишу са новим идејама. Гибер је написао своје епско дело, Опште тактичке пробе (Essai général de Tactique), Бурсе се фокусирао на кадровске процедуре и планинско ратовање, а Менил-Дуран је проводио време заговарајући тактику дубоког реда (l'ordre profond), која је подразумевала ратовање и маневрисање у формацијама тешке колоне, које су стављале нагласак на удар хладног челика (бајонета) пре него ватрену моћ.
У седамдесетим годинама осамнаестог века, неки команданти, међу њима и бриљантни војвода од Бролија, изводили су вежбе тестирања ове тактике. Коначно је одлучено да се покрене серију експеримената да се испроба нова тактика и да се упореди са стандардном Фридриховом линеарном формацијом, познатом и као l'ordre mince, која је била универзално популарна широм Европе . Војвода од Бролија је закључио да је ће дубоки ред дати најбоље резултате ако је подржан артиљеријом и великим бројем чаркаша. Упркос свим вежбама, линеарна формација је имала јаке и снажне присталице у Француској краљевској армији, и управо она је ушла у Регулатуру из 1791. као стандард.

### Почетак Француске револуције
Французи су први напали, извршивши инвазију на аустријску Холандију коју је предложио министар спољних послова Шарл Франсоа Димурје. Ова акција се убрзо претворила у прави дебакл када је установљено да су на брзину обучене револуционарне снаге биле изузетно непослушне: једном приликом су војници убили свог генерала како би избегли битку; у другој су трупе инсистирале на стављању наредби њиховог команданта на гласање. Као последица тога, револуционарне снаге су се у нереду повукле из аустријске Холандије.
Августа 1792, велика аустријско-пруска војска под командом војводе од Брунсвика прешла је границу и започела марш на Париз са намером да обнови пуну моћ Луја XVI. Неколико револуционарних војски је с лакоћом поражено од стране професионалних аустријских, хесијанских, Брунсвикових и пруских трупа. Непосредна последица тога био је устанак од 10. августа 1792, заузимање палате Туилери и пад монархије. Узастопне револуционарне снаге нису успевале да зауставе Брунсвиков напредак и већ средином септембра се чинило да ће Париз пасти под монархистима. Национални конвент је наредио да се преостале војне снаге споје под командом Димурјеа и Франсое Келермана. У бици код Валмија, 20. септембра 1792. године, Револуционарна армија је поразила Брунсвикову авангарду, узрокујући повлачењ офанзивне војске до границе. Велики део заслуге за победу мора ићи француској артиљерији, која је нашироко сматрана најбољом у Европи, захваљујући техничким побољшањима Жан-Батиста Грибовала.
Битка код Валмија је осигурала поштовање непријатеља. Наредних десет година, Револуционарна армија не само да је бранила младу Прву француску републику, већ је, под командом генерала као што су Моро, Журдан, Клебер, Дезе и Бонапарта, проширила њене границе.

### Лазар Карно
Иако је битка код Валмија спасила Републику од уништења и натерала непријатеље да направе паузу у ратовању, слање Луја XVI на гиљотину у јануару 1793. и проглас Националног конвента да ће подићи револуцију, појачао је одлучност француских непријатеља да униште Републику и врате монархију.
Почетком 1793. године формирана је Прва коалиција, коју су, поред Пруске и Аустрије, чиниле и Сардинија, Напуљ, Низоземска, Шпанија и Енглеска. Република је била нападнута на неколико фронтова, а у изузетно католичкој регији, Вендеји, избила је оружана побуна . Револуционарна војска је била преоптерећена и чинило се да је пад Републике неминован.
Почетком 1793. године, Лазар Карно, истакнути математичар, физичар и делегат Националног конвента, унапређен је у Комитет јавног спаса . Приказујући изузетан таленат за организацију и спровођење дисциплине, Карно је кренуо у реорганизацију разбарушених Револуционарних армија. Схвативши да никаква реформа и дисциплина неће надокнадити масовну бројчану надмоћ коју уживају француски непријатељи, Карно је наредио, декретом Националног конвента од 24. фебруара 1793, да сваки департман обезбеди квоту нових регрута, број од око 300 000. До средине 1793. године, Револуционарна војска повећала је број на око 645.000 људи.

### Levée en masse
Дана 23. августа 1793. године, на Карноово инсистирање, Национални конвент је донео проглас којим се налаже масовна регрутација (levée en masse).
Од овог тренутка, па све док непријатељи не буду протерани из земље, сви Французи су у сталној војној обавези. Младићи ће се борити; ожењени мушкарци ће ковати оружје и транспортовати животне намирнице; жене ће правити шаторе и одећу и служити у болницама; деца ће претварати платно у влакна; старци ће на трговима будти храброст ратника и проповедати мржњу према краљевима и јединство Републике.
Сви неожењени, војно способни мушкарци старости између 18 и 25 година су се одмах морали пријавити за војну службу. Они који су ожењени, као и преостали мушкарци, жене и деца, требало је да усмере своје напоре на наоружавање и снабдевање војске.
Ово је драматично повећало величину Револуционарне армије, обезбеђујући војске на терену људством да задржи непријатељске нападе. Карна је влада поздравила као организатора победе. До септембра 1794. године, Револуционарна војска имала је 1.500.000 људи под оружјем. Карнова масовна регрутација је пружила толико људства да није било потребе понављати је до 1797. године.

## Тактике и јединице
Видевши неуспех Регулатуре из 1791, неколико раних револуционарних команданата пратило је де Бролијев пример и експериментисали су са пред-револуционарним идејама, постепено их прилагођавајући док нису открили систем који је функционисао. Коначни стандард који су користиле ране револуционарне армије састојао се од следећег:
- Војници са изузетним моралом или вештином постајали су чаркаши и били су распоређени испред војске. Њихова главна борбена тактика била је герилски рат. Било на коњима или као пешаци, велики број чаркаша би се скривао од непријатеља, колико је то било могуће, засипао њихове редове ватром и правио заседе. У немогућности да се освете расутим чаркашима, морал и јединство јединице боље обучених и опремљених емигрантских и монархистичких војски постепено се истрошио. Непрестана узнемиравајућа ватра је обично резултирала падом дела непријатељске линије, а затим су у напад кретале регуларне формације армије.
- Трупе са мање вештине и сумњивог квалитета, које су чиниле „регуларни“ део војске, формирале су батаљонске колоне.. Оне су захтевале мало обуке да би се усавршиле, а команданти су имали могућност прављења формација попут "ударног овна" којима би нападали непријатељске линије након што су чаркаши обавили свој посао. Чарке су, такође, пружале заштиту тим војницима.

### Пешадија
Након распада Старог режима, систем именованих пукова је напуштен. Уместо тога, нова војска је формирана у низ нумерисаних полу-бригада. Састојећи се од два или три батаљона, ове формације су биле означене као полу-бригаде у покушају да се избегне феудална конотација термина пук. Средином 1793. године, Револуционарна армија је званично била састављена од 196 пешадијских полу-бригада.
Након почетног, суморног учинка федеартских (Fédéré), волонтерских батаљона, Карно је наредио да се свака полу-бригада састоји од једног редовног (из бивше Краљевске армије) и два федератска батаљона. Ове нове формације, намењене да комбинује дисциплину и обуку старе војске са ентузијазмом нових волонтера, показале су се успешним у бици код Валмија, септембра 1792. Већ 1794. нови систем полу-бригада је универзално усвојен.
Револуционарна војска је формирана из гомиле различитих јединица и као таква није имала јединствен изглед. Ветерани су носили своје беле униформаме и тарлетон кациге из периода Старог режима; национални стражари плаве јакне с белим поставама, прошараним црвеним; а федерати цивилну одећу са само црвеном фригијском капом и тробојном кокардом, како би их препознали као војнике. Мањак залиха значио је да су излизане униформе замењиване цивилном одећом, тако да Револуционарна војска није имала никакав униформисани изглед, осим тробојне кокарде коју су носили сви војници. Како је рат напредовао, неколико полу-бригада је добило посебне униформисане јакне, а револуционарна Оријентална армија (Armée d'Orient), која је стигла у Египат 1798, била је униформисана у љубичасте, ружичасте, зелене, црвене, наранџасте и плаве јакне.
Уз проблем униформи, многи људи у армији нису имали оружје ни муницију. Било какво оружје отето од непријатеља, одмах је апсорбовано у редове. Након битке на Монтеноту, 1796. године, 1.000 француских војника који су послати у борбу ненаоружани су након тога опремљени заробљеним аустријским мускетама. Резултат тога била је неуједначеност оружја у војсци.
Поред редовних полу-бригада, постојале су и лаке пешадијске полу-бригаде. Ове формације састављане су од војника који су показали вештину у стрељању и коришћени су за чаркање пре главног напада. Као што је био случај са линијским, и лаким полу-бригадама недостајала је једнообразност у оружју и опреми.

### Артиљерија
Подршка чаркашима била је артиљерија. Она је најмање патила од егзодуса аристократских официра у првим данима револуције, зато што су њоме командовали углавном мушкарци из средње класе. Човек који је обликовао ово доба, Наполеон Бонапарта, и сам је био артиљерац. Различита техничка побољшања генерала Жан-Батиста Грибовала у годинама које су претходиле револуцији, као и каснији напори барона ду Тела и његовог брата, витеза Жана ду Тела, значили су да је француска артиљерија била најбоља у Европи. Револуционарна артиљерија је била одговорна за неколико раних победа у Републици; на пример код Валмија, у Вендемјерском метежу и код Лодија. Револуционарни топ је играо кључну улогу у њиховом успеху. Топови су и даље имали доминантну улогу на бојном пољу током Наполеонових ратова.

### Коњица
Коњица је била озбиљно погођена револуцијом. Већина официра је рођена у аристократским породицама и побегла је из Француске током последње фазе монархије или да би избегла каснији терор. Многи француски коњаници придружили су се емигрантској војсци принца де Конда. Два читава пука, Саксонски Хусари (Hussards du Saxe) и 15. немачки краљевски одред коњице (15éme Cavalerie (Royal Allemande)) пришла су у Аустријанцима.
У недостатку не само обучених официра, већ и наоружања и опреме, Револуционарна коњица је постала најгоре опремљени део револуционарне војске. Средином 1793. године организација револуционарне војске укључивала је 26 пукова тешке коњице, 2 пука карабинијера, 20 драгунских пукова, 18 пукова ловаца и 10 хусарских. У стварности, тешко да је било који од ових пукова достигао чак и половину снаге. Међутим, за разлику од пешадије, где су се сви батаљони старе краљевске војске спајани са новим волонтерима у полу-бригаде, коњица је задржала идентитет пука током револуционарног и наполеонског периода. Као пример, пук ловаца из Алзаса (Regiment de Chasseurs d'Alsace, подигнут 1651) преименован је у Први пук ловаца (1er Regiment de Chasseurs) 1791, али је иначе остала непромењена све док није коначно распуштена након Ватерлоа.

### Аеростатични корпуси
Француски аеростатични корпус (compagnie d'aérostiers) био је први француски ваздухопловни одред, формиран 1794. године са наменом да користе балоне, првенствено за извиђање. Прва војна употреба балона догодила се 2. јуна 1794. године, када је коришћена за извиђање током непријатељског бомбардовања. 22. јуна, корпус је примио наређење да се балон помери на равницу код Флерија, испред аустријских трупа у Шарлроу .

## Значајни генерали и команданти
- Пјер Ожеро
- Жан-Батист Бернадо (Карл XIV Јуан Шведски)
- Наполеон Бонапарта
- Жан-Батист Карије
- Жан-Франсоа Карто
- Луј Дезе
- Жак Франсоа Дугомир
- Томас-Александар Дима
- Шарл Франсоа Димурје
- Лазар Ош
- Жан-Батист Журдан
- Франсоа Келерман
- Жан-Батист Клебер
- Етјен Макдоналд
- Андре Масена
- Жан Виктор Мари Моро
- Жан Шарл Пишегри
- Адам Филипе, гроф од Кустине
- Жан Никола Ушар

## Активне армије 1792–1804.

### Армије 1792.
- Северна армија (Armée du Nord)
- Рајнска армија (Armée du Rhin)
- Алпска армија (Armée des Alpes)
- Пиринејска армија (Armée des Pyrénées)
- Копнена армија (Armée des côtes)
- Централна армија (Armée du Centre)
- Резервна армија (Armée de réserve)
- Варска армија (Armée du Var)

### Армије након реформе 1793.
- Северна армија (аrmée du Nord)
- Арденска армија (armée des Ardennes)
- Мозелска армија (аrmée de la Moselle)
- Рајнска армија (аrmée du Rhin)
- Алпска армија (аrmée des Alpes)
- Италијанска армија (аrmée d'Italie)
- Армија обала Бреста (аrmée des côtes de Brest)
- Армија обала Шербура (аrmée des côtes de Cherbourg)
- Армија обала Ла Рошела (аrmée des côtes de La Rochelle) - 1. октобра преименована у Западну армију (armée de l'Ouest)
- Армија западних Пиринеја (аrmée des Pyrénées occidentales)
- Армија источних Пиринеја (аrmée des Pyrénées Orientales)

### Армије формиране за посебне задатке
- Армија Самбре и Меза (Armée de Sambre-et-Meuse)
- Рајнска и мозелска армија (Armée de Rhin-et-Moselle)
- Римска армија (Armée de Rome)- формирана из Италијанске армије за окупацију Рима
- Енглеска армија (Armée d'Angleterre)- првобитно формирана да се бори са Британцима 1797. године, али је преименована у Оријенталну армију и подељена на:
  - Сиријску армију (Armée de Syrie)
  - Египатску армију (Armée d'Égypte)
  - експедицију на Сан-Доминго (Saint-Domingue expedition)
- Резервна армија (Armée de Réserve) - Наполеон ју је тајно формирао и лично водио током италијанске кампање 1800, кулминирала је у бици код Маренга
- Немачка армија (Armée d'Allemagne)
- Дунавска армија (Armée du Danube)
- Холандска армија (Armée de Hollande)
- Граубинденска армија (Armée des Grisons)
- Армија обала океана (Armée des côtes de l'Océan) - формирана за инвазију на Енглеску, а 1805. постаје Велика армија (La Grande Armée)

### Примарни извори
- Краљевска, републиканска, империјална историја француске војске 1792–1815: Књ. 1 - Револуционарна национална гарда, Волонтери Федерати, & Француски савезници; и Национална гарда 1805. године., Нафзигер, Џорџ. 98 стр.
- Краљевска, републиканска, царска, историја француске војске из 1792–1815: Књ. 2 - Пешадија - Национална гарда после 1809; Гарде де Парис, Жандармерија, Полиција и колонијални пукови; Одељење резервних компанија; и пешадијске униформе., Нафзигер, Џорџ. 104 стр.
- Краљевска, републиканска, империјална, историја француске војске из 1792–1815: Књ. 3 - Коњица - Линијска, Национална гарда, Нередовна, & Копнена артиљерија, артиљерија и доставни вагони, и аеростатични корпуси, Нафзигер, Џорџ. 127 стр.
- Краљевска, републиканска, царска, историја француске војске из 1792–1815: Књ. 4 - Царска гарда, Нафзигер, Џорџ. 141 стр.